# West Coast (singel)
West Coast – singel amerykańskiej piosenkarki Lany Del Rey, wydany 14 kwietnia 2014.
Utwór ten został wybrany na pierwszy singiel promujący album Ultraviolence, który na rynku ukazał się 13 czerwca 2014.

## Certyfikaty i sprzedaż
| Kraj                     | Certyfikat      | Sprzedaż   |
| ------------------------ | --------------- | ---------- |
| Stany Zjednoczone (RIAA) | platynowa płyta | 1 000 000+ |
| Wielka Brytania (BPI)    | złota płyta     | 400 000+   |